# Liste von Basketballvereinen in Thailand
Diese Liste ist eine Aufstellung von Basketballvereinen in Thailand. Weitere Artikel zum Thema Basketball in Thailand finden sich hier.
| Verein                     | Ort               | Meisterschaften TBL    | Sportstätte                 | Sonstiges und Webadresse | Belege                      |
| -------------------------- | ----------------- | ---------------------- | --------------------------- | ------------------------ | --------------------------- |
| Bangkok Cobras             | Bangkok           |                        | Chulalongkorn Sports Centre |                          | [ 1 ] [ 2 ]                 |
| Bangkok Coyotes            | Bangkok           |                        |                             |                          | [ 3 ]                       |
| Bangkok Tigers             | Bangkok           |                        |                             |                          | [ 4 ] [ 5 ]                 |
| Hi-Tech Bangkok City       | Bangkok           | 2013, 2018, 2020, 2021 | Hi-Tech Gym                 |                          | [ 6 ] [ 7 ]                 |
| Bangkok Upraise Revolt     | Bangkok           |                        |                             |                          | [ 8 ]                       |
| Bangkok Pirates            | Bangkok           |                        |                             |                          | [ 9 ]                       |
| Bangkok Sharks             | Bangkok           |                        |                             |                          | [ 10 ]                      |
| Cooly Bangkok Tigers       | Bangkok           |                        |                             |                          | [ 11 ]                      |
| Chaophraya Thunders        | Chao Phraya       |                        |                             |                          | [ 12 ] [ 13 ]               |
| Chiang Mai Eagles          | Chiang Mai        |                        |                             |                          | [ 14 ] [ 15 ]               |
| Nakhon Pathom Mad Goat     | Nakhon Pathom     | 2014                   |                             | Frauen                   | [ 16 ]                      |
| T-Rex Nakhon Ratchasima    | Nakhon Ratchasima |                        |                             |                          | [ 17 ] [ 18 ]               |
| Pattaya Red Dragons        | Pattaya           |                        |                             |                          | [ 19 ]                      |
| Phuket Wave                | Phuket            | 2023                   |                             |                          | [ 20 ] [ 21 ] [ 22 ]        |
| Pathum Thani Pythons       |                   |                        |                             |                          | [ 23 ] [ 24 ]               |
| Mono Vampire BC            | Bangkok           | 2015, 2016, 2017       | Stadium 29                  |                          | [ 25 ] [ 26 ]               |
| Mekong United BC           |                   |                        |                             |                          | [ 27 ]                      |
| Ban Bueng Devil Rays       |                   | 2022                   |                             |                          | [ 28 ] [ 29 ] [ 30 ] [ 31 ] |
| MFT Khon Kaen Kings        |                   |                        |                             |                          | [ 32 ] [ 33 ]               |
| Bangkok University         |                   |                        |                             | Frauen                   | [ 34 ]                      |
| Chulalongkorn University   |                   |                        |                             | Frauen                   | [ 35 ]                      |
| Dhurakij Pundit University |                   |                        |                             | Frauen                   | [ 36 ]                      |
| Khon Kaen University       |                   |                        |                             | Frauen                   | [ 37 ]                      |
| Suphanburi Sniper Mammoth  |                   |                        |                             |                          | [ 38 ] [ 39 ]               |
| Rangsit University         |                   |                        |                             | Frauen                   | [ 40 ]                      |
| Sniper Basketball Club     |                   |                        |                             | Frauen                   | [ 41 ]                      |
| Sripatum University        |                   |                        |                             | Frauen                   | [ 42 ]                      |
| TOA Rising Stars           |                   |                        |                             | Frauen                   | [ 43 ]                      |
| Thew Charoen Aksorn        |                   | 2012                   |                             |                          | [ 44 ]                      |
| SWU BC                     |                   |                        |                             |                          | [ 45 ] [ 46 ]               |
| Thai General Equipment     |                   | 2019                   |                             |                          | [ 47 ]                      |